# (37241) 2000 WS171
2000 WS171 (asteroide 37241) é um asteroide da cintura principal. Possui uma excentricidade de 0.20534400 e uma inclinação de 12.17322º.
Este asteroide foi descoberto no dia 25 de novembro de 2000 por LINEAR em Socorro.